# Gibson EB-3
El Gibson EB-3 es un bajo eléctrico producido por la Gibson Guitar Corporation.
El modelo fue introducido en 1961 y es la "versión bajo" de la popular guitarra Gibson SG. Tiene un cuerpo delgado, al estilo de la SG a escala 30.5" y 2 pastillas (un humbucker grande ubicado en la posición del mástil y un mini-humbucker en la posición del puente). La electrónica consiste en 4 interruptores (2 para volumen y 2 para tono) en el que cada uno va asociado a una pastilla. El color estándar del EB-3 es el cherry red, pero también se han producido en colores como Polaris White, Pelham Blue, y ebony.
El diseño de este bajo no fue modificado durante los años 60. En los 70, la ubicación de las pastillas en el cuerpo fue modificada y se movió más cerca hacia el puente, también se usaron materiales diferentes durante estos años. Además se lanzó un EB-3 de mayor escala (34"), modelo llamado EB-3L (como los bajos producidos por Fender).
El EB-3 fue retirado del mercado a fines de la década de 1970. Actualmente la Gibson produce un bajo llamado "Gibson SG Bass" similar al diseño de los años 60, pero sin el interruptor Varitone y con 3 perillas de control en vez de 4. Epiphone cuenta con versiones del EB-3 de larga y corta escala, muy similares a la versión de los 60.
Durante muchos años, el EB-3 fue usado por varios bajistas. Jack Bruce lo usó a fines de los 60 y principios de los 70 grabando varias de las clásicas canciones de Cream. Bill Wyman de The Rolling Stones lo utilizó a principios de los 70. Otros usuarios son: Jim Lea (Slade), Ian Wagstaff (The Dirty Backbeats), Trevor Bolder (David Bowie), Mike Watt (Minutemen), Glenn Cornick (Jethro Tull), Chris White (The Zombies) y Kim Gordon (Sonic Youth) .